# Hans Sturm
Hans Sturm (3. září 1935, Schönau an der Katzbach – 24. června 2007, Kolín nad Rýnem) byl německý fotbalista, záložník.

## Fotbalová kariéra
Začínal v 1. FC Köln, se kterým získal v roce 1964 mistrovský titul a v roce 1968 německý fotbalový pohár. V bundeslize nastoupil ve 113 utkáních a dal 17 gólů. Kariéru zakončil ve druhé německé bundeslize v týmu FC Viktoria Köln. V Poháru mistrů evropských zemí nastoupil v 8 utkáních a dal 1 gól a ve Veletržním poháru nastoupil ve 24 utkáních a dal 7 gólů. Za západoněmeckou reprezentaci nastoupil v letech 1958–1962 ve 3 utkáních. Byl členem západoněmecké reprezentace na Mistrovství světa ve fotbale 1958, nastoupil v 1 utkání. Byl členem západoněmecké reprezentace na Mistrovství světa ve fotbale 1962, nastoupil také v 1 utkání.

## Ligová bilance
| Ročník                                    | Zápasy | Góly | Klub             |
| ----------------------------------------- | ------ | ---- | ---------------- |
| Fußball-Oberliga West 1955/1956           | 12     | 3    | 1. FC Köln       |
| Fußball-Oberliga West 1956/1957           | 30     | 10   | 1. FC Köln       |
| Fußball-Oberliga West 1957/1958           | 29     | 18   | 1. FC Köln       |
| Fußball-Oberliga West 1958/1959           | 24     | 8    | 1. FC Köln       |
| Fußball-Oberliga West 1959/1960           | 30     | 6    | 1. FC Köln       |
| Fußball-Oberliga West 1960/1961           | 30     | 9    | 1. FC Köln       |
| Fußball-Oberliga West 1961/1962           | 23     | 2    | 1. FC Köln       |
| Fußball-Oberliga West 1962/1963           | 25     | 2    | 1. FC Köln       |
| Německá fotbalová Bundesliga 1963/1964    | 30     | 13   | 1. FC Köln       |
| Německá fotbalová Bundesliga 1964/1965    | 26     | 1    | 1. FC Köln       |
| Německá fotbalová Bundesliga 1965/1966    | 31     | 3    | 1. FC Köln       |
| Německá fotbalová Bundesliga 1966/1967    | 26     | 0    | 1. FC Köln       |
| 2. německá fotbalová Bundesliga 1967/1968 | 29     | 13   | FC Viktoria Köln |
| 2. německá fotbalová Bundesliga 1968/1969 | 20     | 2    | FC Viktoria Köln |
| 2. německá fotbalová Bundesliga 1969/1970 | 28     | 6    | FC Viktoria Köln |
| 2. německá fotbalová Bundesliga 1970/1971 | 30     | 8    | FC Viktoria Köln |
| CELKEM Německá fotbalová Bundesliga       | 113    | 17   |                  |